# Nyhedsudsendelse
En nyhedsudsendelse er en formidlende dækning af aktuelle begivenheder, udsendt på et medie som f.eks. tv eller radio. Nyhedsudsendelser dækker hyppigt sport, politik, kriminalitet, velfærd, arbejdsmarkedet, kendte, mm.
| Kultur | Spire Denne artikel om kultur er en spire som bør udbygges. Du er velkommen til at hjælpe Wikipedia ved at udvide den. |